# Rzepiszcze
Rzepiszcze (też: Rzepiszcz, cz. Řepiště, niem. Rzepischt) – wieś gminna i gmina w kraju morawsko-śląskim, w powiecie Frydek-Mistek w Czechach. Miejscowość leży ok. 6 km na północ od Frydka-Mistka na prawym brzegu rzeki Ostrawicy, w granicach historycznego Śląska Cieszyńskiego.
Od 1 stycznia 1980 do 23 listopada 1990 roku w granicach Racimowa.

## Nazwa
Nazwa topograficzna Rzepiszcze (lub Rzepiszcz) oznacza pole, gdzie rosła rzepa. Wymieniano ją kolejno jako Rzepiszcze (1450), wes Rzepisstie/w Rzepisstich (1577), w Rzepisstÿ (1578), Repiszce (1652), wes Rzepisstie (1679), in pago Rzepistz (1687), Rzepischtz (1729), Rzepischtsch P. Rzepissti (1736), Rzepisscze (1754), Rzepisscz oder Rzepischtz (1804), Rzepiszcze, Rzepischtz (1890), Řepiště, Rzepischt (1900). Morawskie Rzepiszte, wymowa gwarowa (w gwarze laskiej) rzepiszcz, -a.

## Historia
Pierwsza pisemna wzmianka pochodzi z 1450 roku. Na przełomie XV i XVI wieku w miejscowości powstała parafia pw. św. Mikołaja Biskupa i Wyznawcy. Znajduje się tu zabytkowy drewniany kościół św. Michała Archanioła.
Według austriackiego spisu ludności z 1910 roku Rzepischt wraz z przysiółkami Rakowetz i Winohrad miały 1123 mieszkańców, z czego 1119 było zameldowanych na stałe, 1093 (97,7%) było czesko-, 25 (2,2%) polsko- i 1 (0,1%) niemieckojęzycznymi, a w podziale wyznaniowym 1090 (97,1%) było katolikami, 28 (2,5%) ewangelikami a 5 (0,4%) wyznawcami judaizmu.

## Urodzeni w Rzepiszczu
- Ferdinand Stibor (ur. 1869, zm. 1956) – czeski rzymskokatolicki ksiądz reformatorski, biskup śląski (ostrawski) Kościoła Czechosłowackiego w latach 1923-1956.
- František Pavlok (ur. 1865 Řepiště, zm. 1928) – czeski i austriacki polityk, poseł do parlamentu wiedeńskiego.
- Bohumil Pavlok (ur. 1922, zm. 2002) – syn Františka, czeski pisarz, poeta, tłumacz, krytyk literacki i nauczyciel.